# Zapodje
Zapodje – wieś w Słowenii, w gminie Litija. W 2018 roku liczyła 14 mieszkańców.